# Herrensitz Muggenthal

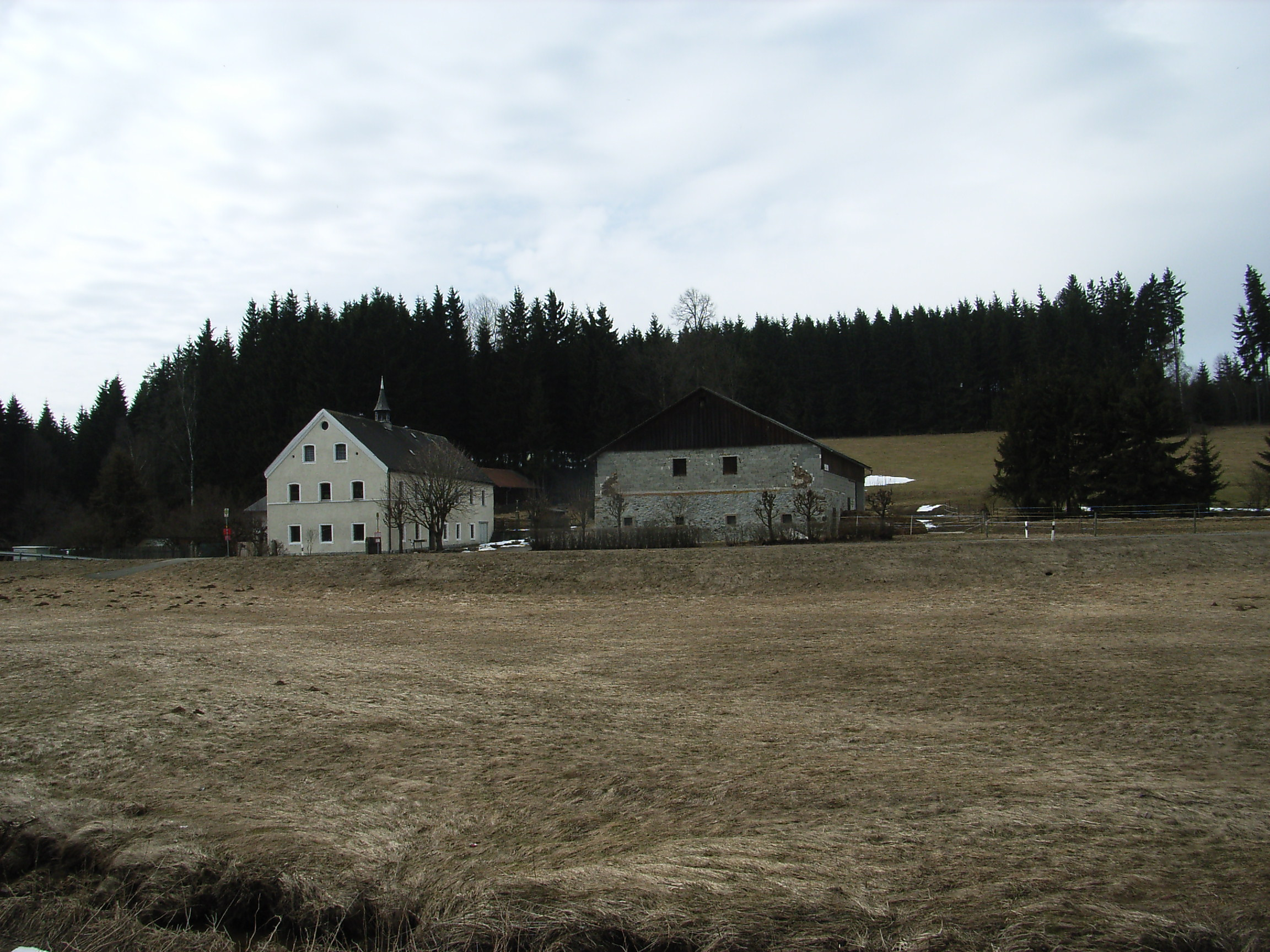
Herrensitz Muggenthal (2013)

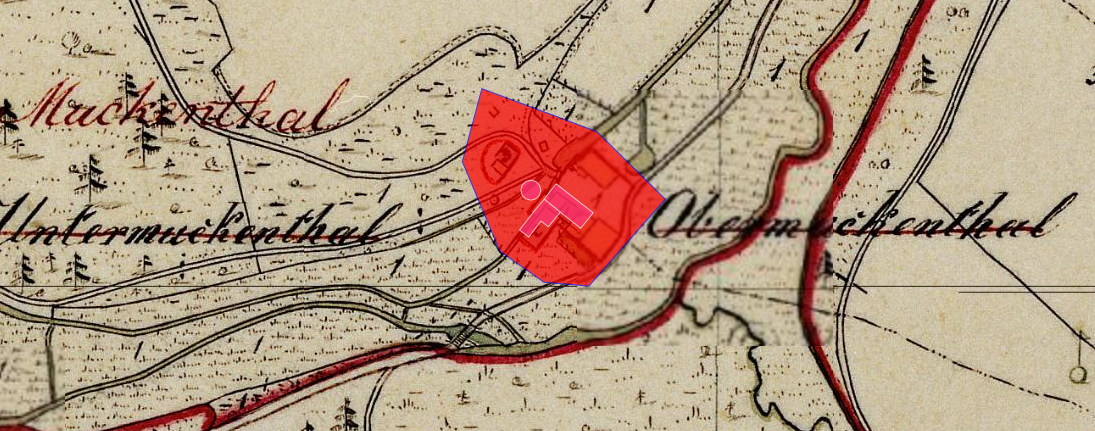
Lageplan des Herrensitzes Muggenthal auf dem Urkataster von Bayern

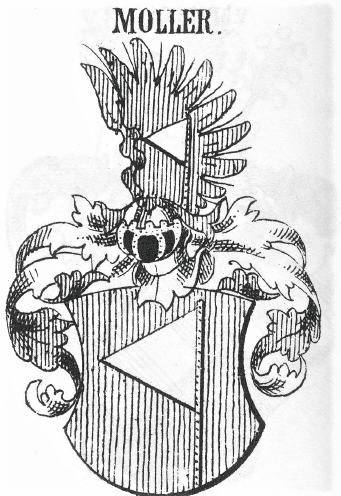
Wappen der Moller von Heitzenhofen

Der Herrensitz Muggenthal liegt in Muggenthal (Muggenthal 1), einem Gemeindeteil der oberpfälzischen Stadt Schönsee im Landkreis Schwandorf, und ist unter der Aktennummer D-3-76-160-45 als Baudenkmal verzeichnet. „Archäologische Befunde im Bereich des ehem. Hammerschlosses Muggenthal, darunter die Spuren des spätmittelalterlichen und frühneuzeitlichen Eisenhammers mit zugehörigem Adelssitz“ werden zudem als Bodendenkmal unter der Aktennummer D-3-6541-0043 geführt. Der hiesige Hammer bzw. die Mühle und spätere Glasschleife wurden von der südlich vorbeifließenden Ascha angetrieben.

## Geschichte
1311 werden Heinrich und Ulrich die „Mukkentaller“ als Zeugen genannt. 1360 wird Muggtenthal bei der Grenzbeschreibung zwischen Leuchtenberg und den pfälzischen Besitzungen genannt. 1387 wird „Stephan dez Rützen seligen wittib mit dem hamer zu Lawb und zu Mükkental“ als Mitglied der Oberpfälzer Hammereinigung erwähnt. 1444 heißt es, „Item der hamer zu Muckental gibt so er besetzt ist“ Zins zum Amt Murach. Zwischen 1569 und 1599 gehörte er zuerst Michael Moller, dann ab 1593 Conrad Moller, deshalb wurde er auch als Mollerhammer oder Mollermühl bezeichnet. Die Moller waren ein Oberpfälzer Hammergeschlecht, das bereits 1449 den Hammer zu Loch besaßen, deren Hauptbesitz aber ab 1460 der Hammer Heitzenhofen bis nach Ende des Dreißigjährigen Krieges war. Der Hammer zu Muggenthal bezog Erz von der Stadt Amberg, und zwar 1581/82 für 4 Schilling, 1594/95 für zwei Pfund, 1596/07 für ein Pfund und 1603/08 für sieben Pfund. Das Erz musste auf dem Landweg von dem 50 km entfernten Amberg hergefahren werden.
1581 wird gesagt, „Muckhenthal der hammer“ untersteht unmittelbar dem Amt. 1622 wird das Gut nochmals erwähnt,  „Muckhenthal (...) vnterhalb Schönsee ligt dises hammerguth“. 1630 heißt es „Muckhenthall ein ungangbarer Schienhammer“. Nach dem Niedergang der Eisenproduktion wurde hier eine Mühle betrieben, ab 1831 entstand hier eine Spiegelglasschleife, die 1937 geschlossen wurde.
1762 gehörte Muggenthal zum zweiten Viertel des Amtes Murach, 1774 war es dem dritten Viertel zugeteilt. Muggenthal war nach Schönsee eingepfarrt.  Am 5. Januar 1813 kam Muggenthal zu dem Patrimonialgericht II. Klasse des Grafen Karl Wilhelm von Eckart, der während der Säkularisation das Allodialgut Winklarn und Schönsee gekauft hatte. In Muggenthal wurden damals 13 Familien gezählt. 1818 wurde Muggenthal dem Landgericht Neunburg zugeordnet. Muggenthal gehörte zur landgerichtlichen Ruralgemeinde Rackenthal, wurde aber im März  1830 in die Stadt Schönsee eingegliedert.

## Baulichkeit
Der Herrensitz war das ehemalige Hammerherrenhaus, dann wurde daraus eine Mühle, die nach den langjährigen Besitzern als „Mollermühle“ bezeichnet wurde. Bis 1937 bestand hier eine Spiegelglasschleife. Das Gebäude ist ein zweigeschossiger Satteldachbau, der Sockel besteht aus Granitbruchsteinwerk. In den Obergeschossen ist es  mit Flachbogenfenstern und Sohlbankgesimsen ausgestattet. Der Bau stammt vermutlich aus dem frühen 19. Jahrhundert. Der danebenstehende Stall ist ein zweigeschossiger Satteldachbau, das Erdgeschoss besteht aus Bruchsteinmauerwerk mit barocken Gewölben aus dem 18. Jahrhundert, später wurde der Stall aufgestockt. Zu dem Anwesen gehört noch eine Kelleranlage oberhalb der Hofanlage. Heute wird die Anlage als Bauernhof genutzt.